# Нетрубеж
Нетрубеж — село в Колпнянском районе Орловской области России. Входит в состав Крутовского сельского поселения.

## География
Село находится в юго-восточной части Орловской области, в лесостепной зоне, в пределах центральной части Среднерусской возвышенности, на берегах ручья Нетрубеж (приток Быстрой Сосны), на расстоянии примерно 13 километров (по прямой) к юго-западу от посёлка городского типа Колпны, административного центра района. Абсолютная высота — 209 метров над уровнем моря.
Климат характеризуется как умеренно континентальный. Средняя температура января −8,5 °C, средняя температура июля +18,5 °C. Годовое количество осадков 500—550 мм. Среднегодовая температура воздуха составляет +4,6 °C.
Часовой пояс
Село Нетрубеж, как и вся Орловская область, находится в часовой зоне МСК (московское время). Смещение применяемого времени относительно UTC составляет +3:00.

## История
В 1963 году деревни Нетрубеж, Андреевка, Логачевка, Моздовка, Москва, Ниженка, Осиновка, Пересекановка и Прокоповка объединены в одно село Нетрубеж.

## Население
| 2002 | 2010 |
| ---- | ---- |
| 257  | ↘202 |

Половой состав
По данным Всероссийской переписи населения 2010 года в гендерной структуре населения мужчины составляли 48 %, женщины — соответственно 52 %.
Национальный состав
Согласно результатам переписи 2002 года, в национальной структуре населения русские составляли 99 % из 257 чел.

## Инфраструктура
Функционируют основная школа, сельский клуб, библиотека и фельдшерско-акушерский пункт.